# Датенберг
Датенберг (њем. Dattenberg) општина је у њемачкој савезној држави Рајна-Палатинат. Једно је од 62 општинска средишта округа Нојвид. Према процјени из 2010. у општини је живјело 1.590 становника. Посједује регионалну шифру (AGS) 7138009.

## Географски и демографски подаци
Датенберг се налази у савезној држави Рајна-Палатинат у округу Нојвид. Општина се налази на надморској висини од 61-388 метара. Површина општине износи 9,3 km². У самом мјесту је, према процјени из 2010. године, живјело 1.590 становника. Просјечна густина становништва износи 170 становника/km².